# Премия «Джини» лучшему иностранному актёру
«Премия «Джини» лучшему иностранному актёру» присуждалась Канадской академией кино и телевидения, с 1980 по 1983 года.

## Победители
| Год  | Победитель                      | Номинация |
| ---- | ------------------------------- | --- |
| 1980 | Джордж К. Скотт, Перебежчик     | - Майкл Дуглас, Бегущий - Билл Мюррей, Фрикадельки - Уилл Сэмпсон, Рыба Ястреб - Род Стайгер, Klondike Fever                                            |
| 1981 | Джек Леммон, Чествование        | - Брюс Дерн, Сумасшедший средний возраст - Берт Ланкастер, Атлантик-Сити - Бретт Маркс, Счастливая звезда - Род Стайгер, Счастливая звезда              |
| 1982 | Алан Аркин, Неподходящие каналы | - Гай Бойд, Билет на небеса - Роберт Кэрредин, Сердечные страдания - Реми Лоран, Семья Плуф - Джон Сэвэдж, Дилетант - Том Скерритт, Молчание севера     |
| 1983 | Ричард Фарнсуорт, Серый Лис     | - Гранд Л. Буш, Hard Feelings - Брюс Дерн, Harry Tracy, Desperado - Джефф Голдблюм, Порог - Рон Перлман, Борьба за огонь - Жан Янн, Une journée en taxi |